# Новосёлов, Игорь Петрович
И́горь Петро́вич Новосёлов (20 октября 1930, Ленинград, СССР — 10 сентября 2018, Москва) — государственный и общественный деятель, популяризатор русской культуры и истории за рубежом. По его инициативе и с его участием был установлен ряд памятников русским писателям и поэтам, а также историческим личностям в разных странах.

## Биография
Игорь Петрович Новосёлов родился в 1930 году в Ленинграде в семье командира Красной Армии Петра Ивановича Новосёлова. В годы второй мировой войны находился в блокадном Ленинграде.
Отец Игоря Петровича — Петр Иванович Новосёлов родился в 1892 г. в г. Тверь. С 1915 г. по 1917 г. служил армейским офицером в Российской империи. Участник 1-й Мировой войны. С 1918 г. — командир Красной Армии. Участник Польской войны 1920 г., Финской войны 1939—1940 гг., Великой Отечественной войны 1941—1945 гг. В этот период был начальником штаба Тыла Ленинградского фронта в звании генерал-майора, одним из руководителей Ладожской Дороги Жизни.
Дед Игоря Петровича — Иван Стефанович Новосёлов был начальником железнодорожной станции Поварово на Николаевской железной дороге.
Прадед Игоря Петровича — Стефан Александрович Новосёлов был священником в г. Кашин Тверской губернии.
В 1949 году поступил и в 1955 году закончил Ленинградскую Краснознаменную военно-воздушную инженерную академию им. А. Ф. Можайского, получив диплом военного инженера-строителя.
С 1955 по 1960 год проходил военную службу в Прикарпатском и Московском военных округах, где участвовал в строительстве различных объектов оборонного назначения, в том числе принимал участие в строительстве ряда аэродромов — под Винницей, «Шереметьево», «Домодедово», «Шайковка» и т. п. Кроме того, занимался популяризацией в средствах массовой информации (газеты, бюллетени, брошюры) передовиков-строителей, а также технических решений, рационализаторов, способствующих повышению качества строительства.
С 1961 по 1981 год служил в Главкомате Ракетных войск стратегического назначения. Принимал непосредственное личное участие в разработке проектной документации на строительство боевых ракетных комплексов стратегического назначения различных типов, а также соответствующей инфраструктуры, обеспечивающей постоянную боевую готовность и жизнедеятельность личного состава соединений РВ СН.
В 1981 году вышел в отставку в звании полковника.
С 1981 по 1990 год работал ведущим специалистом в отделе Административных органов Госплана СССР, где занимался вопросами Минобороны СССР, КГБ СССР и Таможенного Комитета СССР.
В 1990 году был направлен на работу в Сектор по вопросам обороны и государственной безопасности Секретариата Верховного Совета СССР, где проработал до развала Советского Союза. На этой должности занимался вопросами вывода Советских войск из стран Восточной Европы, подготовкой проекта Общесоюзного Договора, проектами бюджетов Минобороны и Оборонных ведомств СССР. В этот период И. П. Новосёлов уделял много времени проведению дипломатических переговоров на различном уровне с представителями иностранных государств как на территории СССР, так и за его пределами.
В 1991—1992 годах работал заместителем директора по вопросам конверсии в Российском Союзе промышленников и предпринимателей, где ему пришлось принимать участие в многочисленных зарубежных командировках с целью проведения переговоров с представителями иностранных фирм.
С 1997 по 2004 год — руководитель Представительства Администрации Псковской области при Правительстве Российской Федерации.
С 1999 года активно занимался общественной деятельностью, по личной инициативе пропагандировал русскую культуру и историю в зарубежных странах и на территории России путём установки памятников, посвящённым русским писателям, поэтам и историческим личностям.
С 2017 года являлся помощником депутата Государственной Думы ФС РФ В. И. Ресина (на общественных началах). Являлся членом Лиги военных дипломатов, членом Русского Географического Общества и ответственным секретарём Пушкинской секции Союза писателей России.
23 июня 2011 года за активную деятельность по сохранению, приумножению и популяризации культурного и исторического наследия России И. П. Новосёлов указом Президента Российской Федерации был удостоен государственной награды Российской Федерации — ордена Дружбы (указ № 851).
Награждён многочисленными государственными, ведомственными и общественными орденами и медалями СССР и Российской Федерации, а также ряда иностранных государств.
Ушёл из жизни в ночь с 9 на 10 сентября 2018 года после тяжёлой продолжительной болезни.

## Общественная деятельность
Игорь Петрович являлся одним из инициаторов установки памятников русским деятелям культуры и истории как в России, так и за рубежом.

…Задумка устанавливать памятники Александру Сергеевичу Пушкину у меня появилась в 1999 году, накануне 200-летия со дня рождения поэта. Тогда я представлял при Правительстве России администрацию Псковской области. В ту пору администрация области очень много усилий вкладывала в реконструкцию музея «Михайловское», я был захвачен духом псковского Пушкиногорья…— из личных воспоминаний Игоря Петровича Новосёлова
В том же году был реализован первый зарубежный проект: бронзовый бюст Пушкина работы скульптора Ю. Динеса был торжественно открыт в Дейхманской библиотеке Осло. Новосёлову в общей сложности удалось установить 26 памятников и скульптурных бюстов А. Пушкина на пяти континентах — в Европе, Азии, Африке, Америке и Австралии: в России, Норвегии, Боснии и Герцеговине, Китае, Словении, Турции, Болгарии, Сербии, Эритрее, Казахстане, Армении, Вьетнаме, Швейцарии, Ираке, Колумбии, Корее, Уругвае, Люксембурге, Марокко, Бангладеш, Венгрии и в Австралии.
Кроме того, скульптурный бюст А. П. Чехова им был установлен в Шри-Ланка, в городе Коломбо, а скульптурный бюст космонавта Ю.Гагарина — в Эль-Сальвадоре, в г. Сан-Сальвадоре, на Кубе, в г. Гаване и во Вьетнаме, в г. Дананге.
Также с его помощью установлен памятник музыканту И. Стравинскому в Швейцарии в г. Монтрё, а скульптурный бюст адмирала Фёдора Ушакова установлен в Греции в г. Салоники. Кроме того, скульптурный бюст дипломата Андрея Карлова, трагически погибшего в 2016 г. в Анкаре, установлен в Российском посольстве в Турции.
Одновременно И. П. Новосёлов уделял внимание также и крупным деятелям мировой культуры иностранных государств. Так, по его инициативе в Москве, в МГИМО были установлены скульптурные бюсты китайскому мыслителю Конфуцию и арабскому философу-богослову Мухаммеду Бакир аль-Садру.
Таким образом, И. П. Новосёлову, благодаря его организаторским способностям, целеустремлённости, настойчивости, бескорыстию удалось за период с 1999 г. по 2017 г. организовать изготовление и установить 36 памятников и скульптурных бюстов выдающимся деятелям мировой культуры и истории в 26 странах Европы, Азии, Африки, Америки и Австралии.
Помимо этого, установлены мемориальные памятные доски — в Москве — к 150-летнему юбилею математика Софьи Ковалевской и в Санкт-Петербурге — к 70-летней годовщине функционирования Ладожской «Дороги жизни» — руководству Тыла Ленинградского фронта.
И. П. Новосёловым по просьбе военного атташе ФРГ было организовано воссоздание портрета военного теоретика Клаузевица, который был написан в 1814 г., но впоследствии утерян.
И. П. Новосёлов был одним из инициаторов создания поезда Габриэля Гарсиа Маркеса в Московском метрополитене, торжественный запуск которого состоялся 25 апреля 2012 года на станции «Международная».
Игорь Петрович являлся одним из активных участников проведения Международной регаты «Золотая ладья» — соревнований по академической гребле на Москве-реке. Был одним из деятелей, оказавших содействие в возвращении скульптурной композиции «Девушка с веслом» в парки Москвы и Санкт-Петербурга.
С 2009 по 2013 годы был президентом региональной общественной организации «Общество дружбы русского и эритрейского народов».

## Награды
- Орден Дружбы (23 июня 2011 года) — за заслуги в развитии отечественной культуры и искусства, многолетнюю плодотворную деятельность[5].
- Медаль Пушкина (26 июля 2000 года) — за заслуги перед государством, многолетнюю плодотворную деятельность в области культуры и искусства, большой вклад в укрепление дружбы и сотрудничества между народами[6].
- Национальная премия «Имперская культура» имени Эдуарда Володина (2009 год)[7].

## Список стран и памятников
| №  | Место | Персона | Дата          | Художник                 |
| -- | --- | --- | ------------- | ------------------------ |
| 1  | Россия, Московская область, Большие Вяземы, Государственный историко-литературный музей-заповедник А. С. Пушкина. | Скульптурный бюст А. С. Пушкина в бронзе | 27.05.1999    | Ю. С. Динес              |
| 2  | Норвегия, г. Осло, Государственная Дейхманская библиотека                                                         | Скульптурный бюст А. С. Пушкина в бронзе | 03.07.1999    | Ю. С. Динес              |
| 3  | Россия, г. Москва, Петровский бульвар, дом 19/2                                                                   | Бронзовая мемориальная доска С. В. Ковалевской | 03.10.2001    | Ю. С. Динес              |
| 4  | Германия, г. Гамбург, Военная академия Бундесвера                                                                 | Цветной портрет К. Клаузевица | 18.05.2004    | В. В. Шилов              |
| 5  | Россия, г. Москва, Лефортово                                                                                      | Памятная медаль «65 лет полку Нормандия-Неман». Были вручены Президенту Росси В.Путину, Президенту Франции Саркози, послу, военному атташе и военно-воздушному атташе Франции в России, а также ветеранам полка "Нормандия-Неман" Франции и России (всего 50 шт) | 10.10.2007.   | Н. В. Тырин              |
| 6  | Босния и Герцеговина, г. Баня-Лука, Театральная площадь                                                           | Скульптурный бюст А. С. Пушкина в бронзе | 06.06.2008    | Г. В. Потоцкий           |
| 7  | Китай, г. Нинбо, Театральная площадь                                                                              | Памятник А. С. Пушкина в бронзе | 11.08.2008    | Г. В. Потоцкий           |
| 8  | Словения, г. Любляна, Библиотека Славянских языков                                                                | Скульптурный бюст А. С. Пушкина в бронзе | 28.03.2009    | Н. А. Кузнецов-Муромский |
| 9  | Турция, г. Стамбул, ОКАН-Университет                                                                              | Скульптурный бюст А. С. Пушкина в бронзе | 26.05.2009    | Г. В. Потоцкий           |
| 10 | Болгария, г. Шумен, Университет «Епископ Константин Преславски»                                                   | Скульптурный бюст А. С. Пушкина в бронзе | 01.06.2009    | Н. А. Кузнецов-Муромский |
| 11 | Сербия, г. Белград, площадь им. Вука Караджича                                                                    | Памятник А. С. Пушкина в бронзе | 19.10.2009    | Н. А. Кузнецов-Муромский |
| 12 | Эритрея, г. Асмара, площадь им. А. Пушкина                                                                        | Памятник А. С. Пушкина в бронзе | 28.11.2009    | Н. А. Кузнецов-Муромский |
| 13 | Шри-Ланка, г. Коломбо, отель «Гранд-Ориентал»                                                                     | Скульптурный бюст А. П. Чехова в бронзе | 14.08.2010    | Г. В. Потоцкий           |
| 14 | Россия, г. Москва, МГИМО                                                                                          | Скульптурный бюст А. С. Пушкина в бронзе | 02.09.2010    | Г. В. Потоцкий           |
| 15 | Россия, Кабардино-Балкарская республика, г. Нальчик, улица им. А. Пушкина                                         | Памятник А. С. Пушкина в бронзе | 17.09.2010    | Н. А. Кузнецов-Муромский |
| 16 | Казахстан, г. Костанай, улица им. А.Пушкина                                                                       | Памятник А. С. Пушкина в бронзе | 30.09.2010    | Н. А. Кузнецов-Муромский |
| 17 | Вьетнам, г.Ханой, Народный комитет (мэрия)                                                                        | Скульптурный бюст А. С. Пушкина в бронзе | 21.12.2010    | Н. А. Кузнецов-Муромский |
| 18 | Россия, г. Санкт-Петербург, Крестовский остров, Английский клуб                                                   | Статуя «Девушка с веслом», бетонная | 12.06.2011    | Н. А. Муромская          |
| 19 | Россия, г. Москва, ЦПКО им. А.М.Горького, набережная реки Москвы                                                  | Статуя «Девушка с веслом», бетонная | 03.09.2011    | Н. А. Муромская          |
| 20 | Швейцария, г. Зизикон, местечко Тельсплатте (кантон Ури)                                                          | Скульптурный бюст А. С. Пушкина в бронзе | 22.09.2011    | Н. А. Кузнецов-Муромский |
| 21 | Ирак, г. Багдад, Багдадский Университет                                                                           | Скульптурный бюст А. С. Пушкина в бронзе | 25.10.2011    | Н. А. Кузнецов-Муромский |
| 22 | Россия, г. Санкт-Петербург, ул. Караванная, д. 1                                                                  | Мемориальная бронзовая доска в честь руководителей тыла Ленфронта-основателей «Ладоги» | 18.11.2011    | А. Чинин                 |
| 23 | Россия, г. Москва, Комсомольский проспект, д. 13, Союз писателей России                                           | Памятник А. С. Пушкина в гипсе | 07.02.2012    | Н. А. Кузнецов-Муромский |
| 24 | Колумбия, г. Медельин, Университет Антиокии                                                                       | Памятник А. С. Пушкина в бронзе | 28.03.2012    | Н. А. Кузнецов-Муромский |
| 25 | Россия, Белгородская область, Прохорово Поле                                                                      | Скульптурный бюст А. С. Пушкина в бронзе | 16.05.2012    | Н. А. Кузнецов-Муромский |
| 26 | Республика Армения, г. Гюмри                                                                                      | Памятник А. С. Пушкину в бронзе | 06.06.2012    | Н. А. Кузнецов-Муромский |
| 27 | Россия, г. Москва, Проспект Вернадского, д. 76 (учебный корпус), МГИМО                                            | Скульптурный бюст Конфуцию в бронзе | 09.10.2012    | Г. В. Потоцкий           |
| 28 | Республика Корея, г. Сеул, площадь им. Пушкина                                                                    | Памятник А.С. Пушкину в бронзе | 13.11.2013    | Н. А. Кузнецов-Муромский |
| 29 | Россия, г. Москва, МГИМО (библиотека)                                                                             | Скульптурный бюст философа-богослова Ирака Мухаммеда Бакир аль-Садра в бронзе | 28.02.2014    | Н. А. Кузнецов-Муромский |
| 30 | Уругвай, г. Монтевидео, Национальная Библиотека                                                                   | Скульптурный бюст А.С.Пушкина в бронзе | 14.07.2014    | Н. А. Кузнецов-Муромский |
| 31 | Эль-Сальвадор, г. Сан-Сальвадор, около президентского дворца                                                      | Скульптурный бюст Ю.А.Гагарина в бронзе | 15.08.2014    | А. Д. Леонов             |
| 32 | Швейцария, г. Монтрё, на берегу Женевского озера                                                                  | Памятник И.Ф.Стравинскому в бронзе | 25.10.2014    | Н.А.Кузнецов-Муромский   |
| 33 | Люксембург, г. Мерш, Национальный Центр Литературы                                                                | Скульптурный бюст А.С.Пушкина в бронзе | 7.12.2014     | Н.А.Кузнецов-Муромский   |
| 34 | Республика Куба, г. Гавана                                                                                        | Скульптурный бюст Ю.А.Гагарина в бронзе | 06.05.2015    | А.Леонов                 |
| 35 | Королевство Марокко, г. Агадир, Институт им. А.С.Пушкина                                                          | Скульптурный бюст А.С.Пушкина в бронзе | 10.11.2015    | Н.А.Кузнецов-Муромский   |
| 36 | Народная республика Бангладеш, г. Дакка, университет                                                              | Скульптурный бюст А.С.Пушкина в бронзе | 07.06.2016    | Н.А.Кузнецов-Муромский   |
| 37 | Греческая республика, г. Салоники, Государственный военный музей                                                  | Скульптурный бюст адмирала Ф.Ф.Ушакова в пластике | 21.10.2016    | Н.А.Кузнецов-Муромский   |
| 38 | Швейцарская Конфедерация, г. Базель, университет                                                                  | Скульптурный бюст А.С.Пушкина в бронзе (перенесён из г. Зизикона) | 28.10.2016    | Н.А.Кузнецов-Муромский   |
| 39 | Вьетнам, г. Дананг, Парк АТЭС                                                                                     | Скульптурный бюст Ю.А.Гагарина в бронзе (при помощи Р.Ф.Байрамова) | 9.11.2017 г.  | А.Д.Леонов               |
| 40 | Венгрия, г. Будапешт, Университет им. Л.Этвёша                                                                    | Скульптурный бюст А.С.Пушкина в бронзе | 22.11.2017 г. | Н.А.Кузнецов-Муромский   |
| 41 | Турция, г. Анкара, Посольство РФ                                                                                  | Скульптурный бюст А.Г.Карлова в бронзе | 19.12.2017 г. | Н.А.Муромская            |
| 42 | Австралия, г. Канберра, Австралийский Национальный Университет                                                    | Скульптурный бюст А.С.Пушкина в бронзе (при помощи Р.Ф.Байрамова) | 31.07.2018 г. | А.Д.Леонов               |

## Фото памятников

Открытие скульптурного бюста А.Пушкина в пос. Большие Вяземы Московской области России, в Государственном историко-литературном музее-заповеднике А.Пушкина 27.05.1999 г.
Открытие скульптурного бюста А.Пушкина в Государственной Дейхманской библиотеке г.Осло в Королевстве Норвегия 03.07.1999 г.
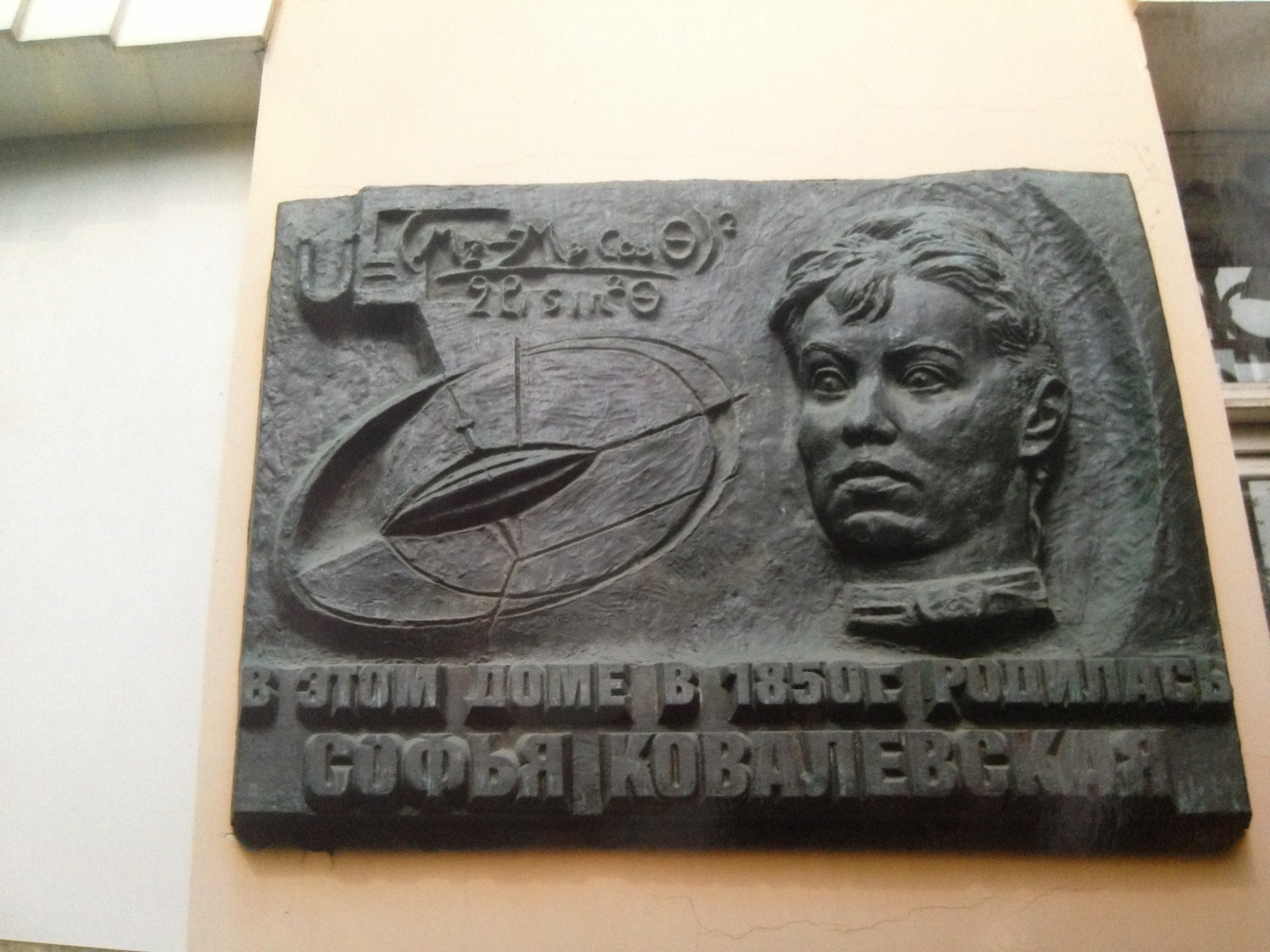
Открытие мемориальной бронзовой доски, посвящённой Софье Ковалевской, в Москве.
Передача цветного портрета военного теоретика Германии Карла фон Клаузевица Руководству Академии Бундесвера ФРГ в Академии Художеств России 18.05.2004 г. В настоящее время этот портрет находится в административном здании Академии Бундесвера ФРГ в г.Гамбурге в Германии
Открытие скульптурного бюста А.Пушкина в Баня-Лука, Босния и Герцеговина.
Открытие памятника А.Пушкина в бронзе в Нинбо, Китай.
Открытие скульптурного бюста А.Пушкина в г.Любляна в Республике Словения.
Открытие скульптурного бюста А.Пушкина в Стамбуле, Турция.
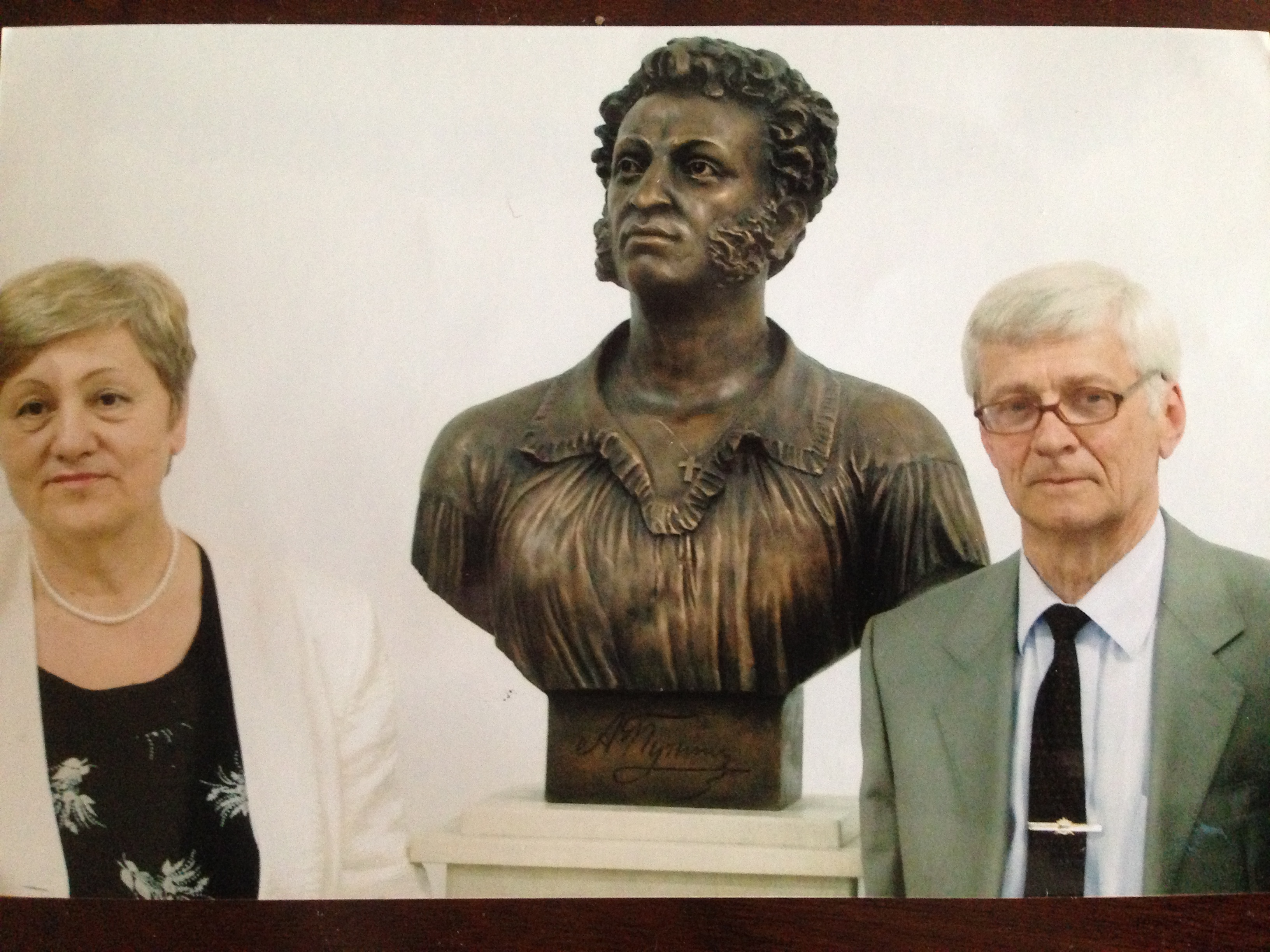
Открытие скульптурного бюста А. С. Пушкина в Шумене, Болгария.
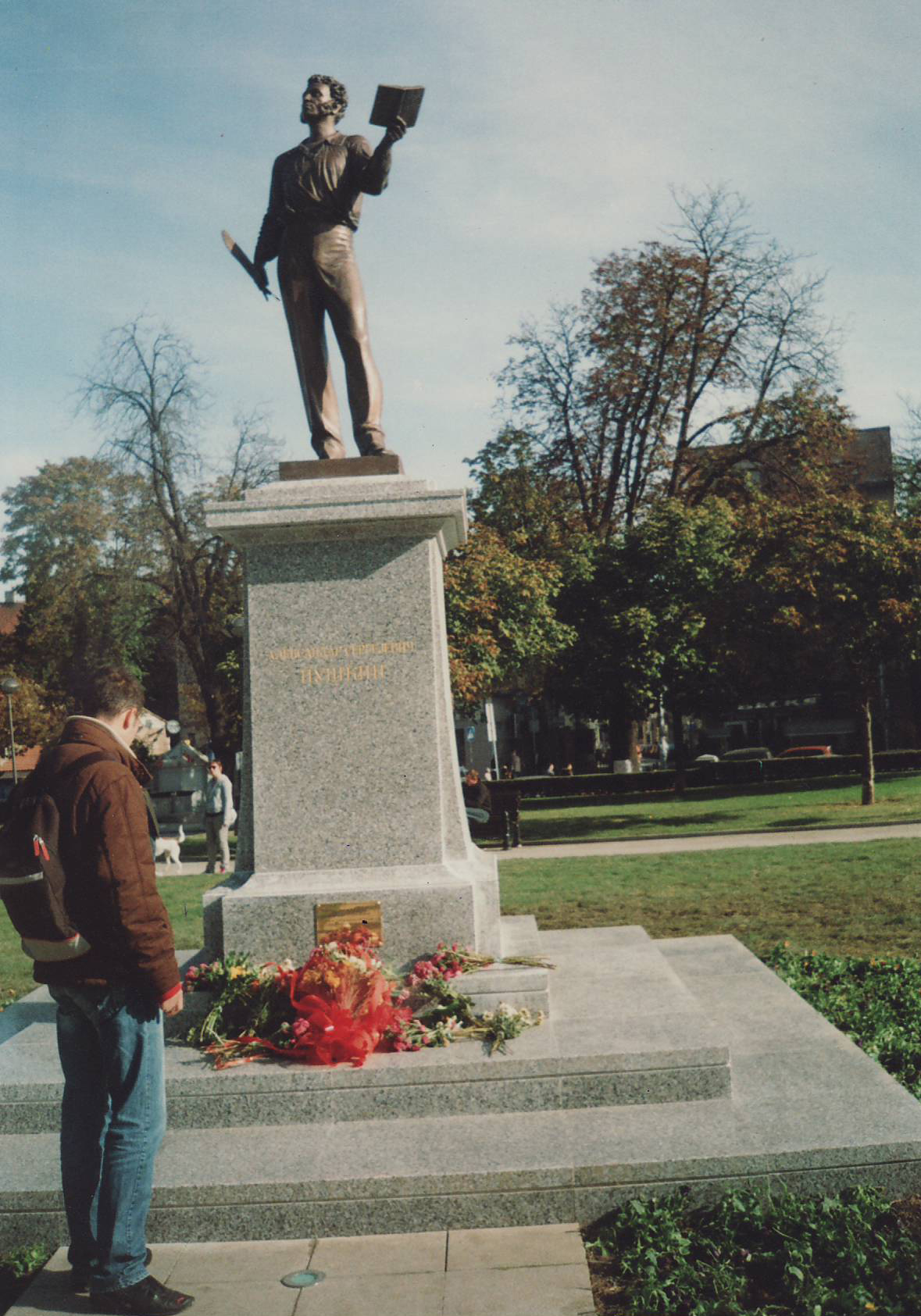
Открытие памятника А.Пушкина в г.Белграде, на площади имени Вука Караджича в Республике Сербия 19.10.2009 г.
Открытие памятника А. Пушкина в Асмаре, Эритрея.
Открытие скульптурного бюста А.Чехова в г.Коломбо в Республике Шри-Ланка, в отеле «Гранд-Ориентал» 14.08.2010 г.
Открытие скульптурного бюста А.С.Пушкина в бронзе 2.09.2010 г. в Москве, в учебном корпусе МГИМО
Открытие памятника А.С.Пушкина в бронзе 17 сентября 2010 г. в г. Нальчике Кабардино-Балкарской Республики Российской Федерации (на улице А.Пушкина)
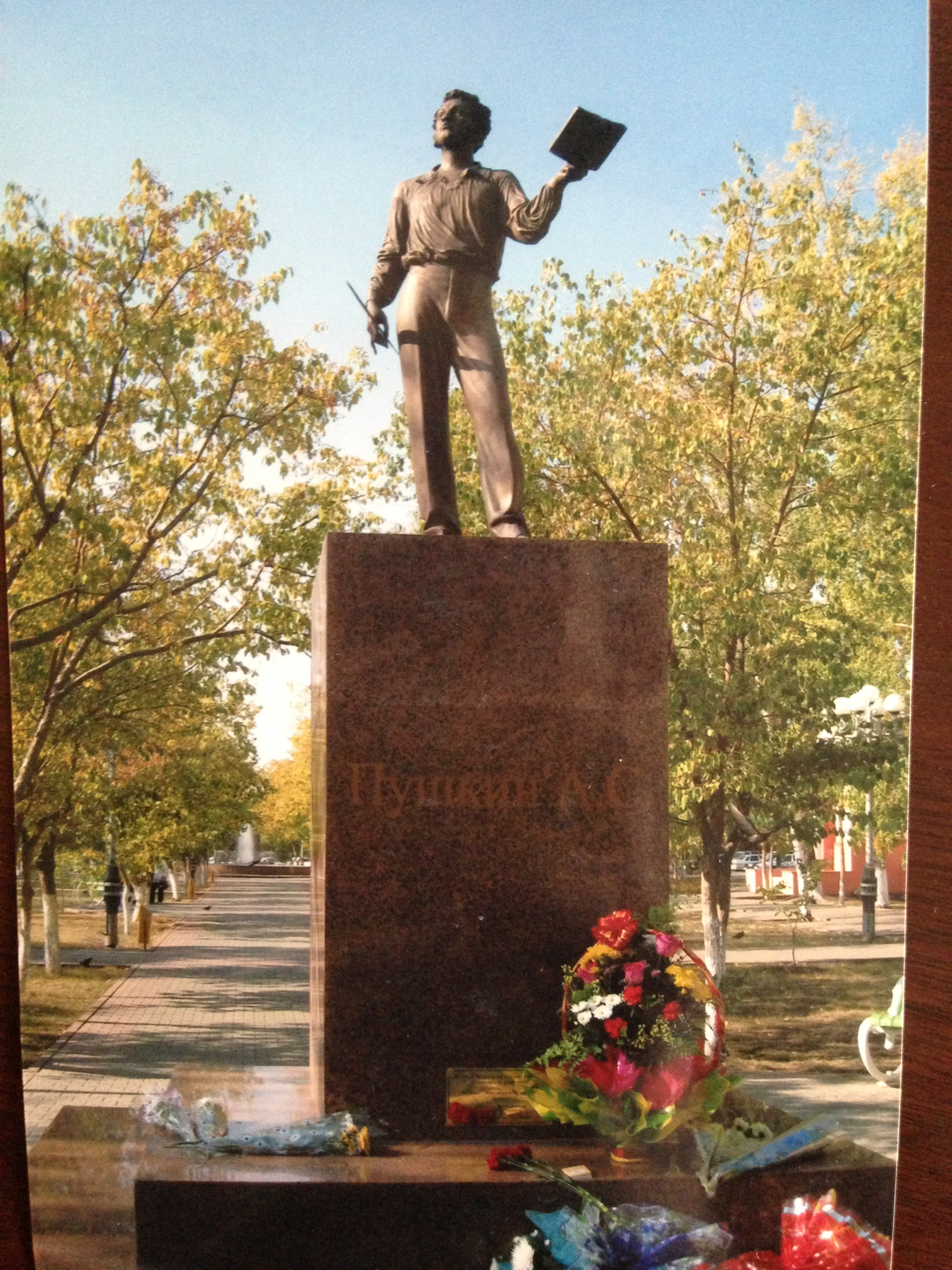
Открытие памятника А. С. Пушкина в Костанае, Казахстан.
Открытие бюста А. С. Пушкина в Ханое, Вьетнам.
Открытие бетонной статуи «Девушка с веслом» в г. Санкт-Петербурге, на Крестовском острове, на территории Английского гребного клуба 12.06.2011 г. в день открытия Международной Регаты любителей гребного спорта
Открытие бетонной статуи «Девушка с веслом» в ЦПКО им. Горького в Москве
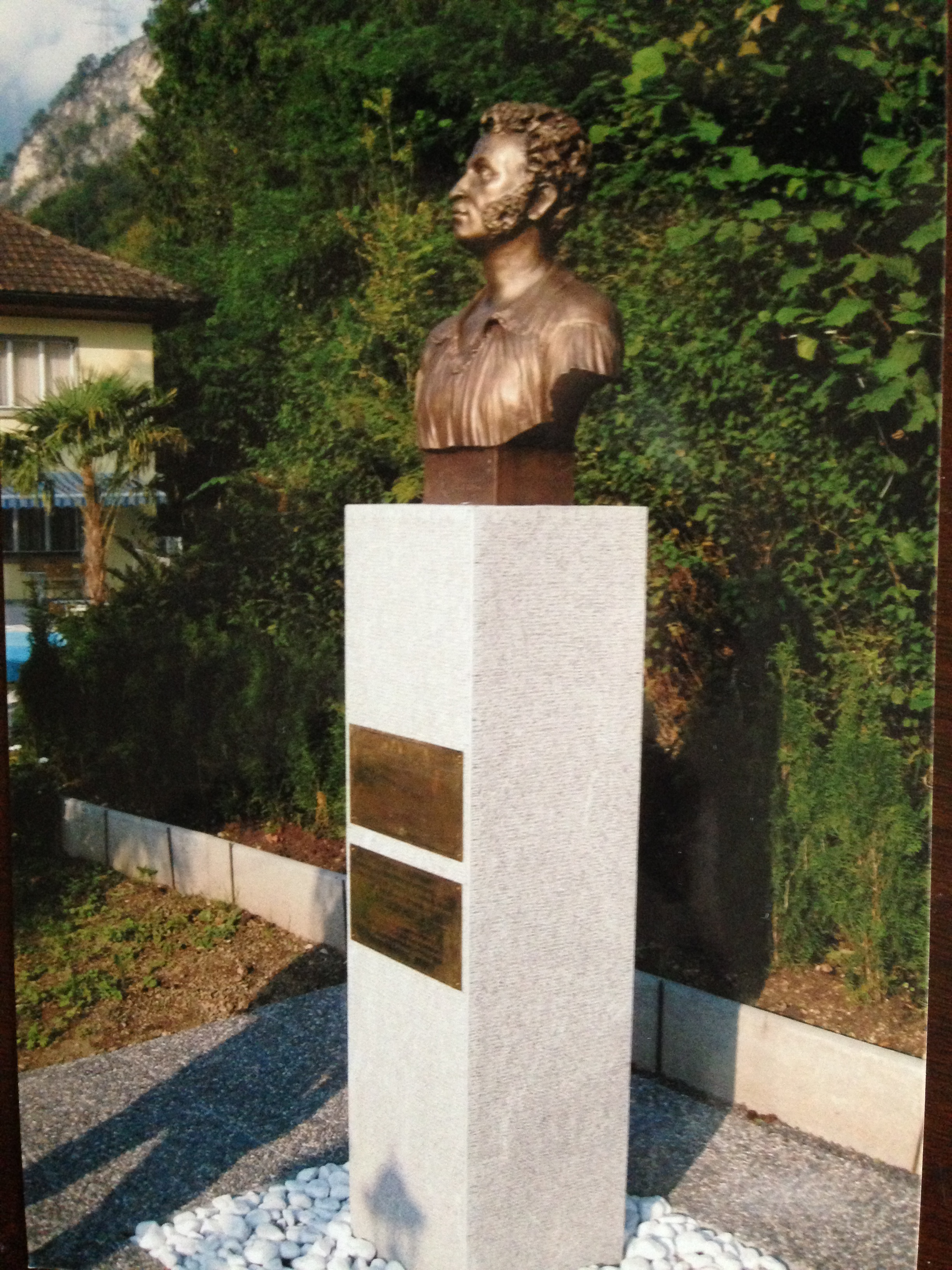
Открытие скульптурного бюста А. С. Пушкина в г. Зизиконе, Швейцария.
Открытие скульптурного бюста А.Пушкина в Багдадском университете, Ирак.
Открытие мемориальной доски, посвящённой руководителям Тыла Ленинградского фронта, в Санкт-Петербурге.
Открытие гипсового памятника А.Пушкина в здании Союза Писателей России.
Открытие памятника А. С. Пушкина в Медельине, Колумбия в университете.
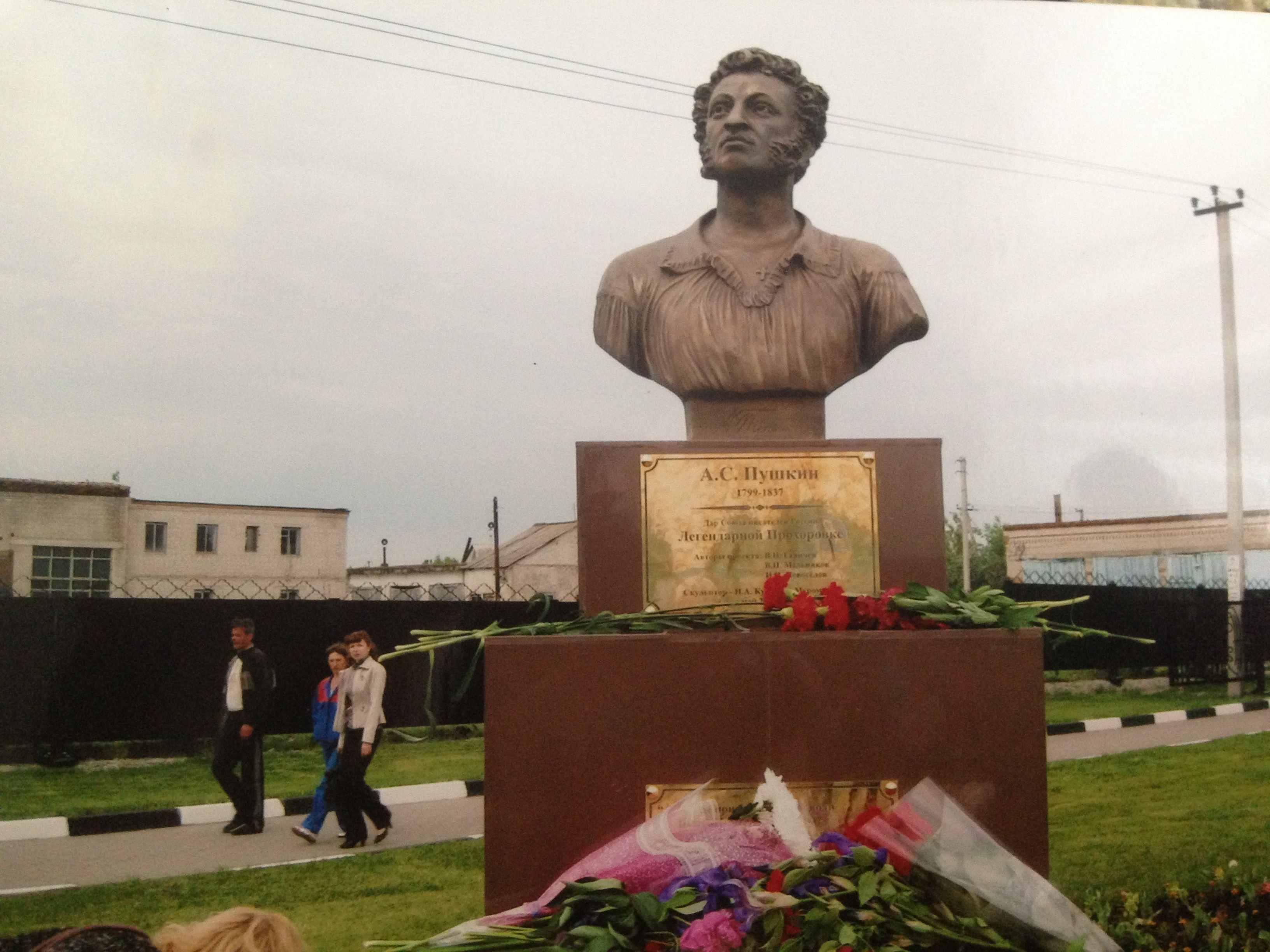
Открытие скульптурного бюста А.Пушкина в бронзе на Прохоровском поле Белгородской области.
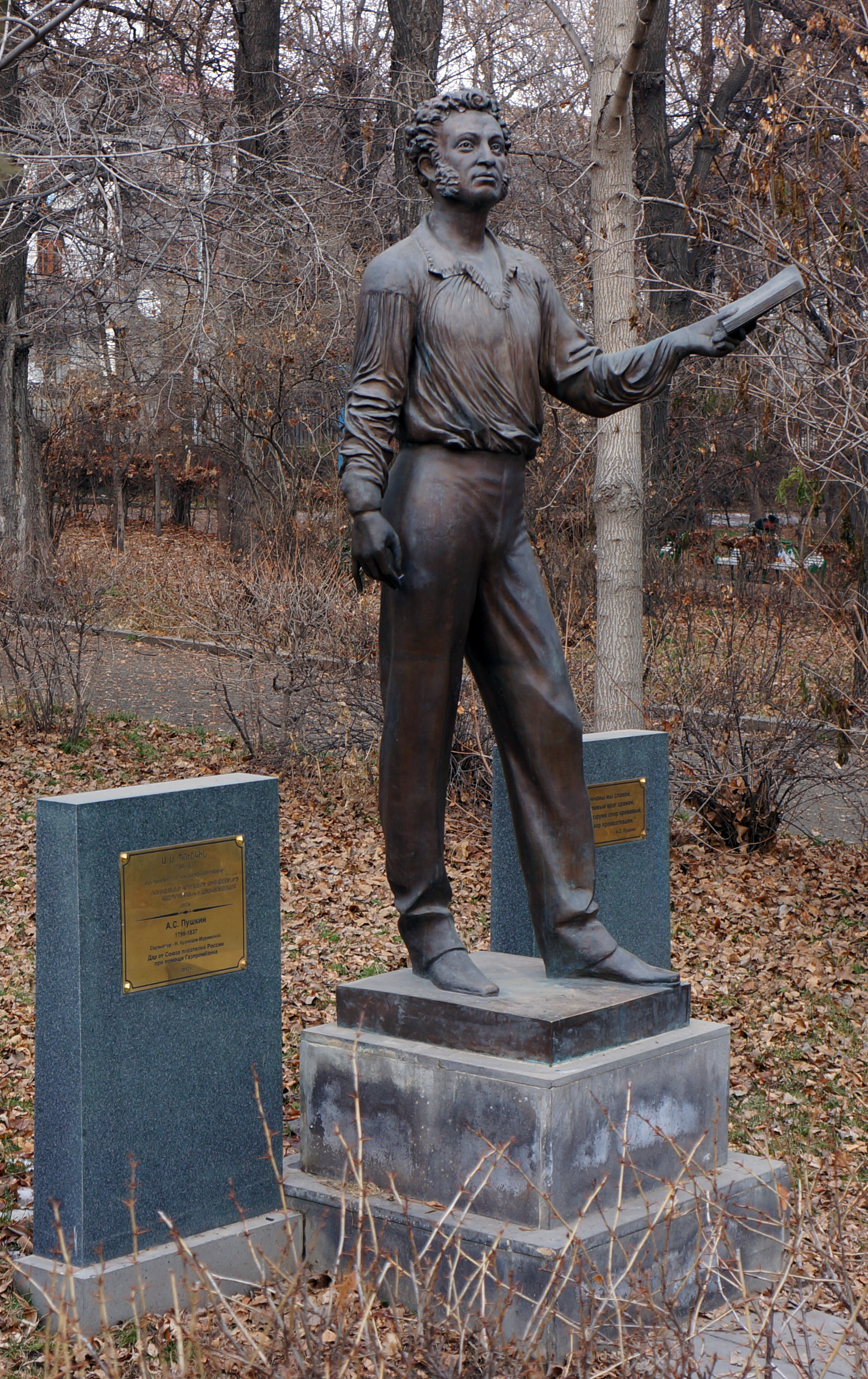
Открытие памятника А.С.Пушкину в бронзе в г. Гюмри, Республика Армения. 06.06.2012 г.
Открытие бронзового бюста Конфуция в МГИМО.
Открытие памятника А.С.Пушкина в Сеуле, Корея, 13.11.2013

Открытие скульптурного бюста философа-богослова Ирака Мухаммеда Бакир аль-Садра в г.Москве, в МГИМО 28.02.2014 г.
Открытие скульптурного бюста А. С. Пушкина в бронзе в Национальной Библиотеке г. Монтевидео в Восточной Республике Уругвай 14.07.2014
Открытие скульптурного бюста Ю.А.Гагарина в бронзе 15.08.2014 г. в республике Эль-Сальвадор в г. Сан-Сальвадор
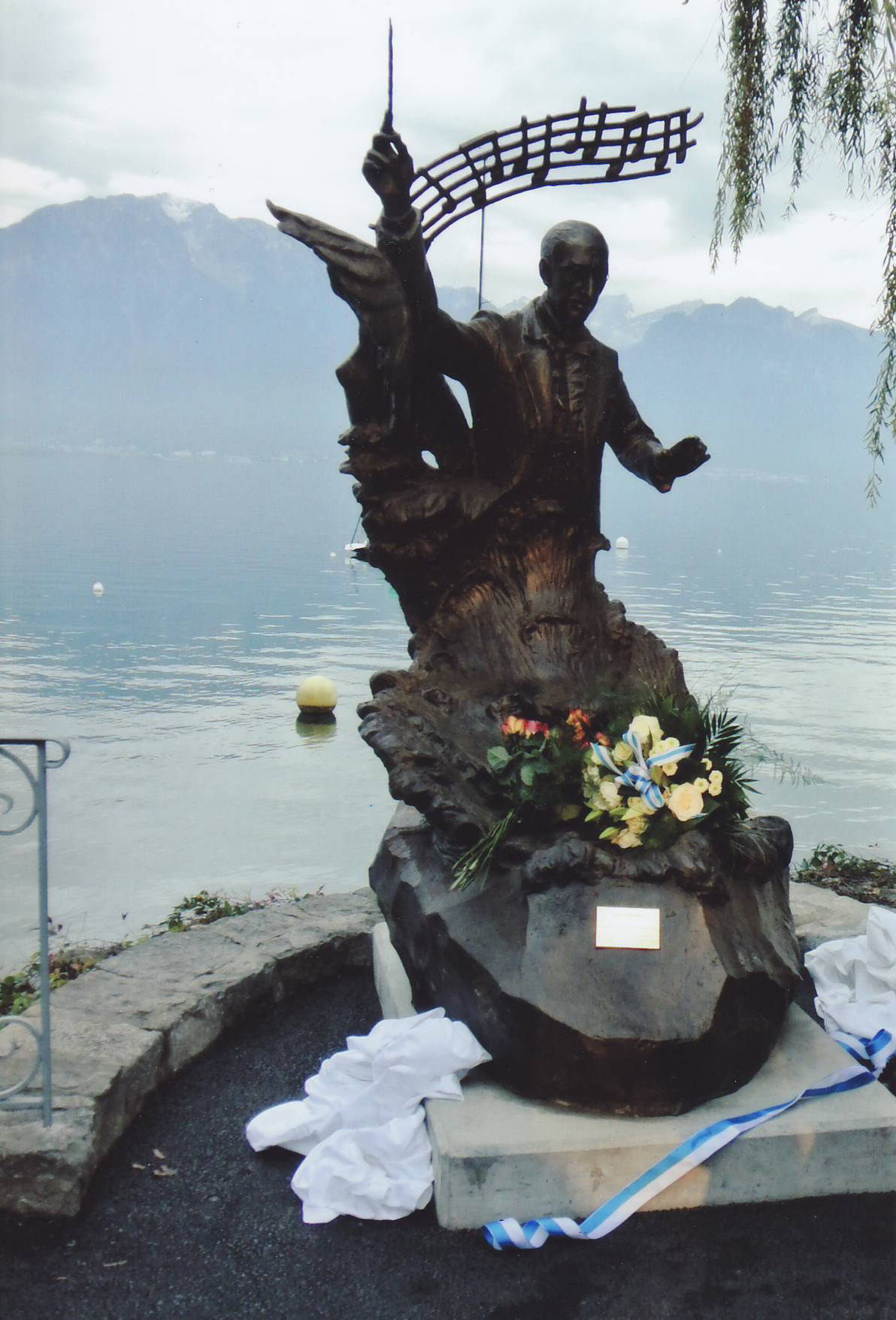
Открытие памятника И.Ф.Стравинскому 25.10.2014 г. в Монтрё, в Швейцарии
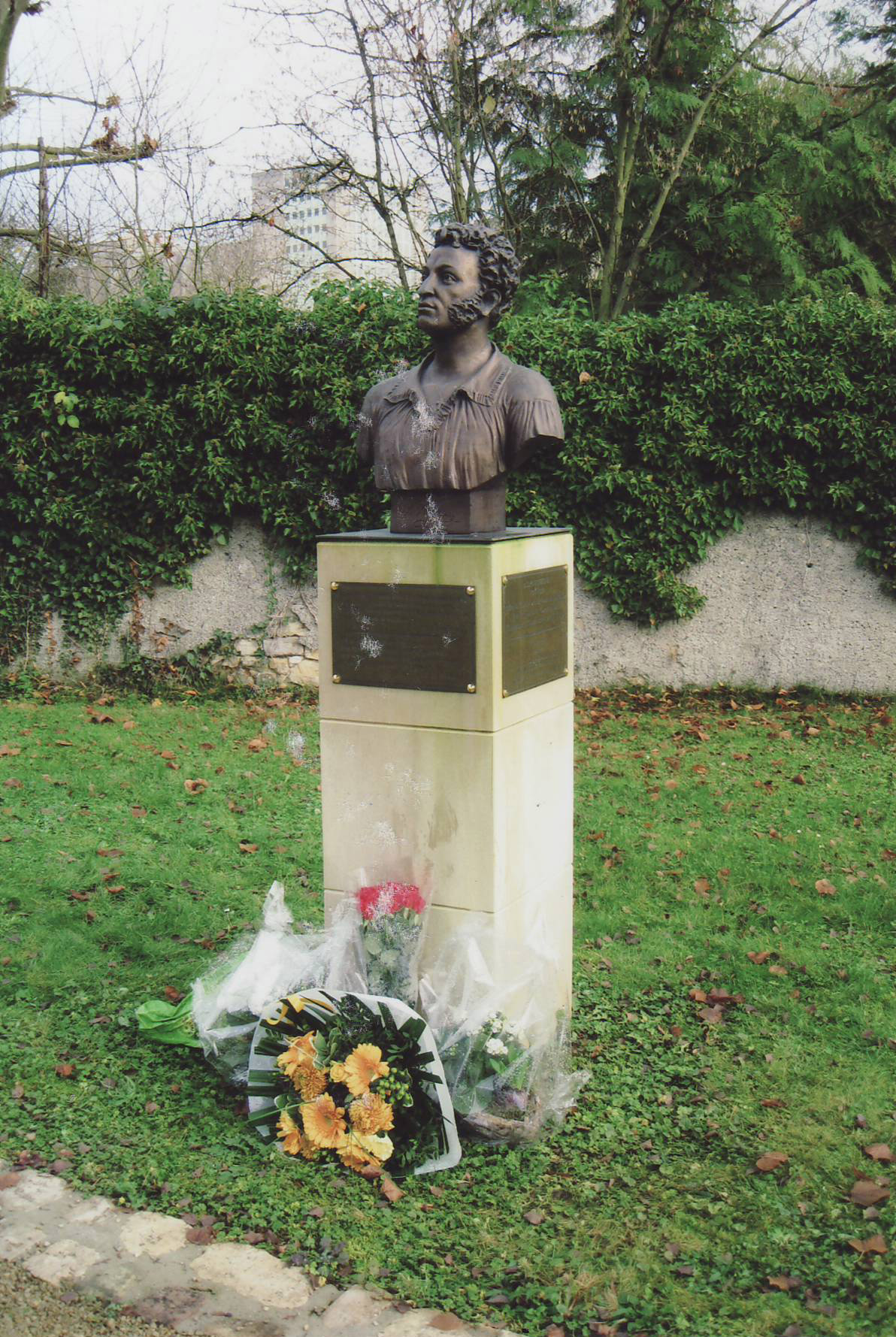
Открытие скульптурного бюста А.С.Пушкина в бронзе 07.12.2014 г. в Люксембурге, в г. Мерш, в Национальном Центре Литературы
Открытие скульптурного бюста Ю.А.Гагарина в бронзе 06.05.2015 г., г. Гавана, Республика Куба
Открытие скульптурного бюста А.Пушкина в бронзе в Институте им. Александра Пушкина в гор. Агадир Королевства Марокко
Открытие скульптурного бюста А.Пушкина в бронзе в университете г. Дакка в Бангладеш 7.06.2016
Открытие скульптурного бюста адмирала Ф.Ф.Ушакова в пластике в Государственном военном музее г. Салоники Греческой Республики 21.10.2016.
Открытие скульптурного бюста А.Пушкина в бронзе в Базельском университете в Швейцарской Конфедерации 28.10.2016.
Открытие скульптурного бюста Ю.А.Гагарина в бронзе в Парке АТЭС в г. Дананге во Вьетнаме во время саммита АТЭС 9.11.2017 г.
Открытие скульптурного бюста А.Пушкина в бронзе в Университете им. Лоранда Этвёша в г.Будапеште в Венгрии 22.11.2017 г.
Открытие скульптурного бюста А.Г.Карлова в Анкаре, на территории Российского посольства в Турции 19.12.2017 г.
Открытие скульптурного бюста А.С.Пушкина в Канберре на территории Австралийского Национального Университета 31.07.2018 г.